# Mourad Farag

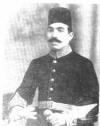
Murad Faradsch

Mourad Farag oder Murad Faradsch (arabisch مراد فرج Murād Faradsch, DMG Murād Faraǧ, hebräisch מוראד פרג'; geb. 1866; gest. 1956 in Kairo) war ein ägyptischer Schriftsteller, Mitglied der jüdisch-karaitischen Gemeinde, Dichter und Autor zahlreicher Bücher in Arabisch, Hebräisch und Französisch, die sich mit Recht, Theologie und Grammatik beschäftigten. Seine Werke unterstreichen die enge Beziehung zwischen Judentum und Islam und stellen zudem eine Verbindung zwischen dem Hebräischen und dem Arabischen her.

## Rechtsanwalt und Jurist
Im Jahr 1902 machte er sich einen Namen, indem er die Verteidigung von Hayyim Kahana übernahm, einem Juden aus Port Said, der des „rituellen“ Mordes an einem sechsjährigen christlichen Kind angeklagt und zunächst zu einem Jahr Zwangsarbeit verurteilt wurde. Mourad Farag erreichte zunächst eine Berufung, und schließlich wurden mit dem endgültigen Urteil dem ägyptischen Staat die Übernahme aller Kosten des Gerichtsverfahrens auferlegt. Der Historiker Pierre Vermeren stellte ihn anderen nationalistischen ägyptischen Juden vor, wie Yaqub Sannu, dem Schöpfer der Parole „Ägypten für die Ägypter“ und René Qattawi (oder Cattaoui), dem Führer der sephardischen Gemeinde in Kairo, der 1935 den Verein der Ägyptisch-Jüdischen Jugend mit dem Slogan: „Ägypten ist unsere Heimat, Arabisch ist unsere Sprache“ gründete. Im Jahr 1923 trug er zur Ausarbeitung der ägyptischen Verfassung bei, die er leidenschaftlich gefordert hatte.

## Journalist
Von 1901 bis 1903 war er Herausgeber der Zeitschrift der karaitischen Gemeinschaft, at-Tahdhib, in der er seine ersten Artikel veröffentlichte, bevor er zu einem festen Mitarbeiter der großen ägyptischen Zeitungen und Zeitschriften wurde.
At-Tahdhib erschien vollständig in Arabisch, mit Ausnahme einiger weniger hebräischer Wörter, die jüdische Riten betreffen, die durch eine arabische Übersetzung ergänzt werden, wie Kashrut oder Brit Milah. Der Inhalt dieser Wochenzeitung ist sehr vielseitig: Farag behandelt darin jüdische Themen, die Beziehungen zwischen den Gemeinden, auch moralische und philosophische Themen wie Freiheit und Natur sowie die Familie und insbesondere die Rechte der Frau in der Ehe. Darüber hinaus bietet die Zeitschrift Seiten zur arabischen Kultur, zum Beispiel über den abbasidischen Dichter Abu Nuwas oder über den Kalifen al-Ma'mun. Die Zeitschrift wird zu einem Teil der arabischen kulturellen Erneuerungsbewegung Nahda, indem sie ihre Überzeugung, die Gesellschaft würde sich durch die Verbreitung von Wissen verändern, veröffentlicht. Mohammed A. Bamyeh vermerkt darin auch den Ausdruck einer Wertschätzung des Fortschritts, den Wunsch nach sozialen Reformen und einen Aufruf zur religiösen Toleranz, die er als typische Themen der Nahda analysiert.
Von 1908 bis 1909 war Mourad Farag an der Herausgabe einer weiteren karaitischen Zeitschrift, al-Irschad, beteiligt.
Im gleichen Jahrzehnt (1900–1910) schrieb er regelmäßig Beiträge für wichtige ägyptische Zeitungen wie al-Jarida, herausgegeben von Ahmad Lutfi al-Sayyid und al-Mu'ayyad, herausgegeben von Scheich Ali Yusuf.
Anschließend veröffentlichte er Artikel und Gedichte in ägyptisch-jüdischen Zeitungen wie Isra'il (1920–1933), al-Shams (1934–1948) und der karaitischen Zeitung al-Kalim.

## Dichter
Im Arabischen greift er die klassische Form der qasida und die des zadschal auf. Sein Stil ähnelt dabei dem des ägyptischen Dichters Ahmad Shawqi aus dem zwanzigsten Jahrhundert. Der Historiker Joel Beinin erinnert in Anlehnung an Farags arabisches poetisches Werk daran, dass die Karaiten vollständig in die arabisch-ägyptische Kultur integriert waren. Der Literaturhistoriker Reuven Snir hält Farags Dichtung für traditionell, da es dem Autor vor allem darum ging eine virtuose Beherrschung der arabischen Dichtersprache (die meisten jüdischen Dichter schreiben traditionell auf Hebräisch) zu demonstrieren.
Er schrieb unter anderem nationalistische Gedichte wie z. B. „Ägypten, mein Geburtsland, meine Heimat“.

## Jüdisches Gemeindeleben
Farag war 1925 Mitbegründer der Historischen Gesellschaft für Jüdische Studien in Ägypten. Er setzte sich für die Annäherung zwischen Karaiten und Rabbaniten ein.

## Biographie
Mourad Farag stammte aus einer karaitischen Familie, die zu der größten jüdischen Gemeinde in Kairo gehörte. Sein Vater war Goldschmied. Ursprünglich hieß die Familie Eliyahu, wählte aber einen arabischen Namen.
Nach der Gründung Israels blieb er in Kairo und starb dort während des Suez-Krieges, der der ägyptisch-jüdischen Gemeinde einen tödlichen Schlag versetzte.

## Werke
- Al-Qara'oun wal-Rabbaniyyoun (Die Karaiten und Rabbaniten), 1918.[10]
- Eine Sammlung arabischer Gedichte in 4 Bänden, Dīwān Murād (I, 1912; II, 1924; III, 1929; IV, 1935).[8]
- Al-Qudsiyyāt (Sakrale Werke), 1923: Diese Sammlung umfasst Poesie und Prosa zu jüdischen Themen. Fünf Jahre später übersetzte Farag sie unter dem Titel Ha-Kodshiyot ins Hebräische. Dort unterstützte er die Gründung einer jüdischen Heimstätte in Palästina. Dies hinderte ihn jedoch nicht daran, von der ägyptischen Monarchie mit dem Titel des Bey geehrt zu werden.
- Arabisch-Hebräisch Wörterbuch[11]
- Hebräisch-arabische Grammatik[11]
- Anthologie der arabisch-jüdischen Dichtung[11]
- Farag übersetzte den Roman Ahavat Tzion (Liebe zu Zion) (1853) ins Arabische, einen historischen hebräischen Roman, der in der Antike spielt und von dem litauischen Schriftsteller Avraham Mapu (1808–1867), einem der Vertreter der Haskala, einer von der Aufklärung beeinflussten Bewegung, geschrieben wurde.[8]